# Highball

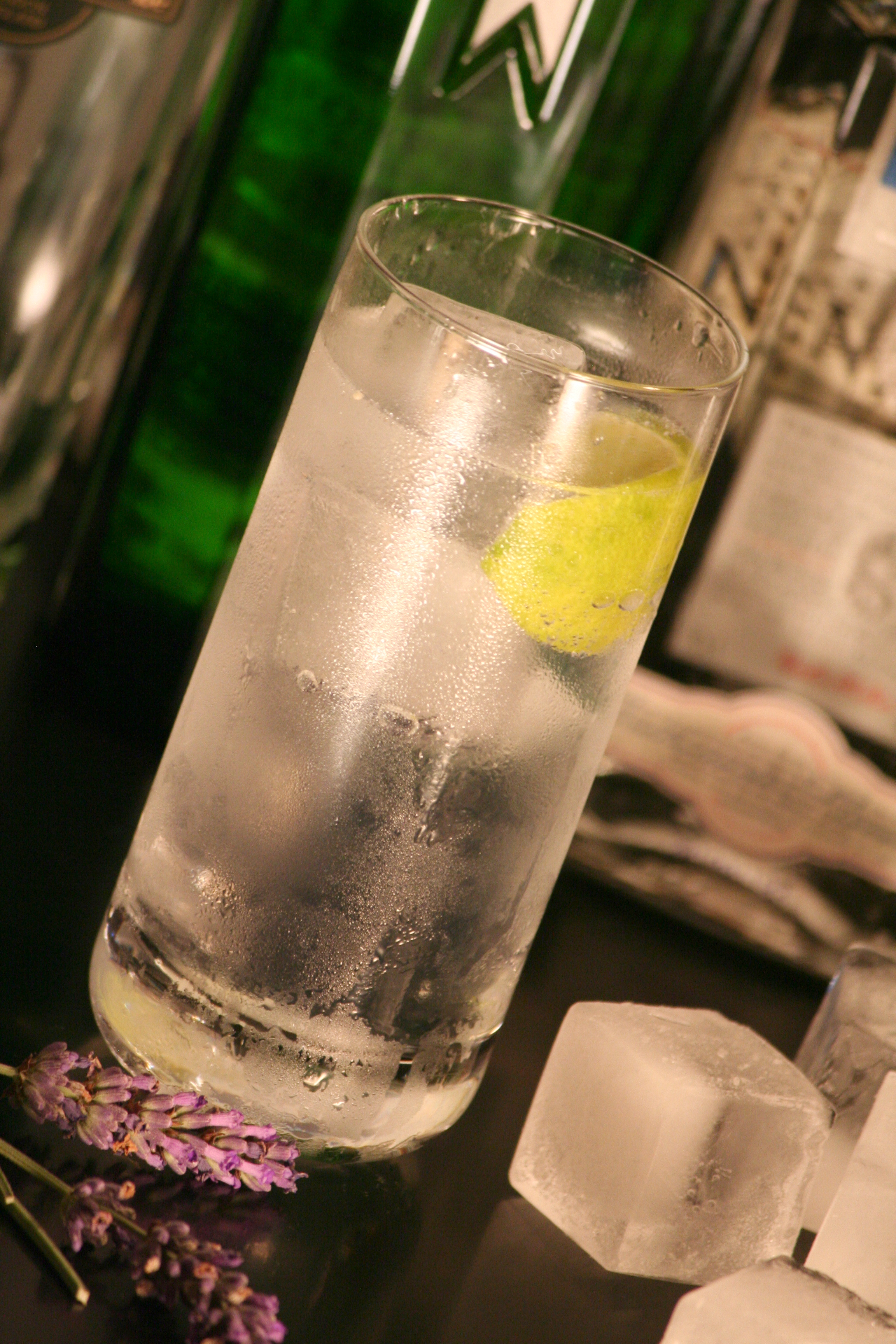
Gin Tonic in einem Highballglas

Highball ist eine Cocktail-Kategorie, die eng mit Longdrinks verwandt ist.
Highballs bestehen aus einer Basisspirituose, optional weiteren Zutaten sowie einem kohlensäurehaltigen „Filler“, zum Beispiel Sodawasser oder Ginger Ale. Der Anteil der nichtalkoholischen Zutaten überwiegt, wobei der Anteil der Spirituose von 2 cl bis 6 cl variiert. Zubereitet und serviert wird typischerweise in einem Highballglas, einem hohen Becherglas, das mit Eiswürfeln gut gefüllt ist. Dekoration spielt nur eine untergeordnete Rolle.
Die Abgrenzung zu Longdrinks ist umstritten. In der Fachliteratur werden die Begriffe vielfach synonym verwendet und auch die Glasgrößen unterscheiden sich oft nicht. Teilweise werden Highballs als die im Vergleich kleineren Getränke gesehen, teilweise wird darauf verwiesen, dass Highballs stets fertig zubereitet angeboten würden, wohingegen bei Longdrinks oft der Filler separat gereicht werde.
Der ursprünglichste Highball ist vermutlich der seit dem 19. Jahrhundert bekannte „Scotch and Soda“. In den 1950er Jahren erlangte der Moscow Mule aus Wodka und Ginger Beer in den Vereinigten Staaten einige Bekanntheit, 50 Jahre später der Dark and Stormy (Rum und Ginger Beer). Auch die Klassiker Gin Tonic, Horse’s Neck und Wodka Lemon zählen zur Familie der Highballs.
Eine spezielle Gruppe bilden die New England Highballs, deren Basisspirituose statt mit Soda bzw. kohlensäurehaltigen Erfrischungsgetränken mit Cranberrysaft aufgefüllt werden. So besteht der Cape Cod (auch Cape Codder oder Vodka Cranberry) aus Wodka und Cranberrysaft (ersatzweise Preiselbeersaft).
In den Romanen des Autors F. Scott Fitzgerald gehören Highballs zum „Inventar“; sie werden von den Protagonisten in beträchtlichen Mengen wie Limonade konsumiert.
Der Privatdetektiv Philip Marlowe, Held der Romane und Kurzgeschichten Raymond Chandlers, trank Highballs, die sich zusammensetzten aus Bourbon, Ginger Ale und Grenadine.

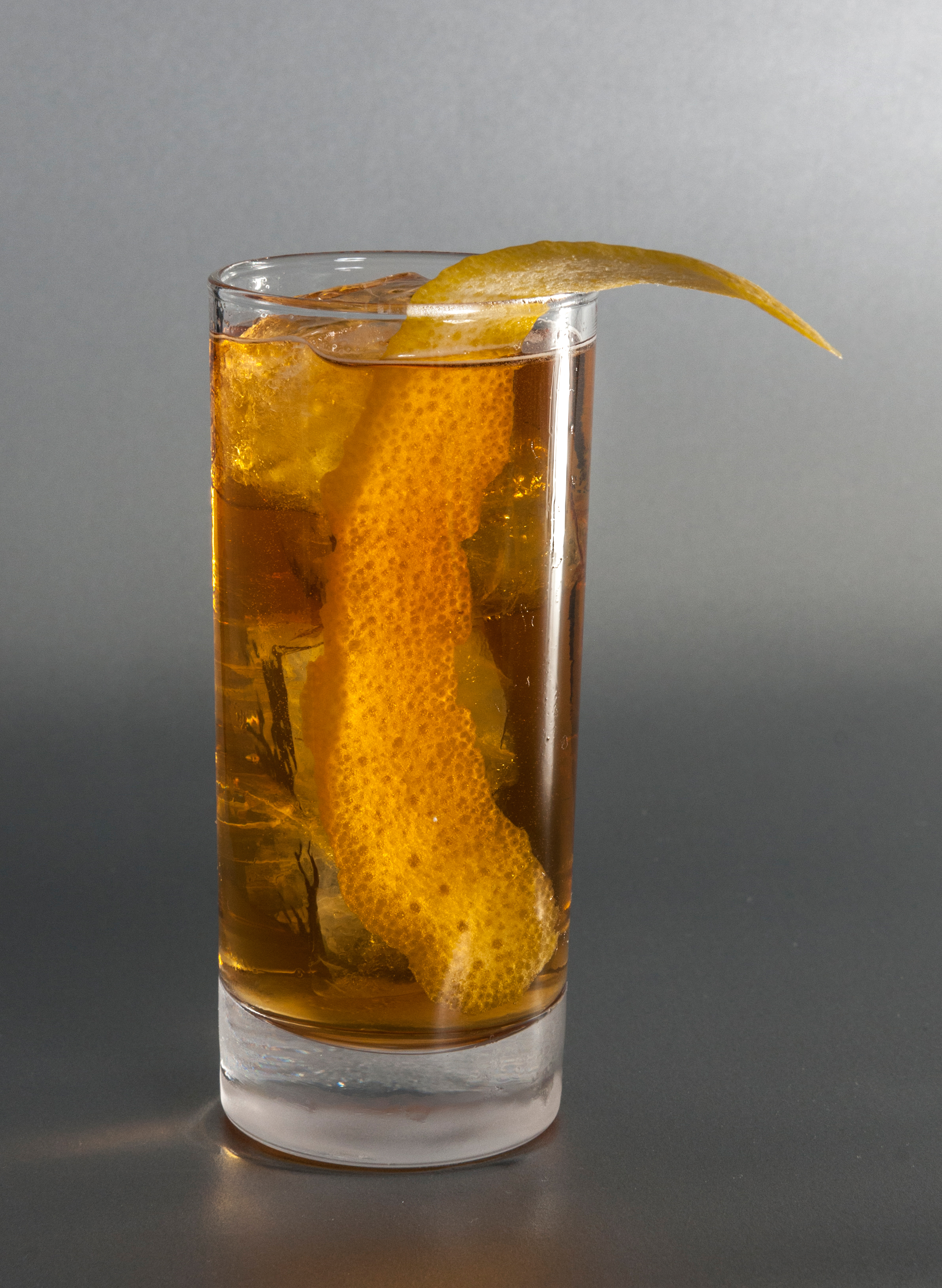
Horse’s Neck
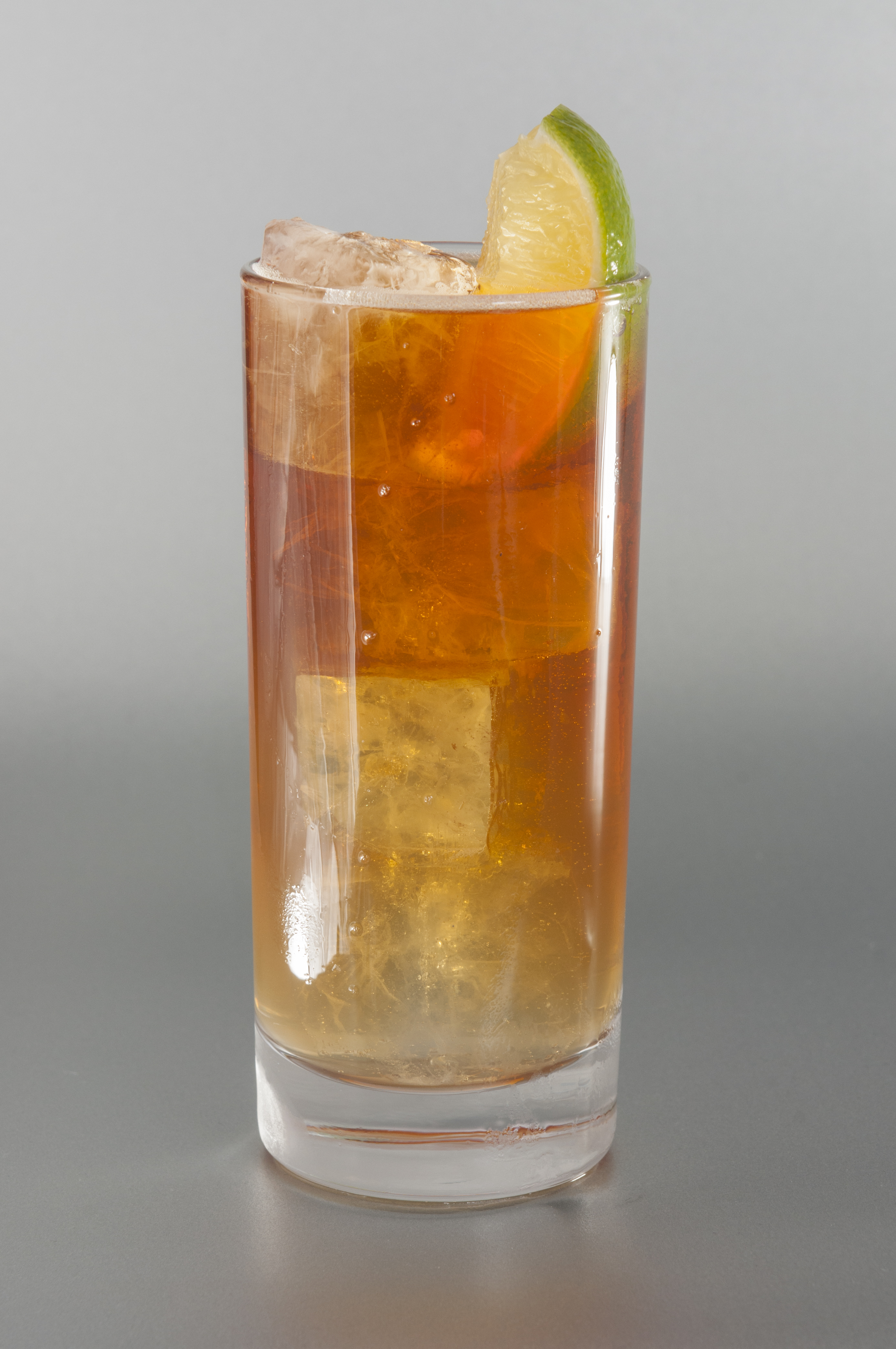
Dark and Stormy
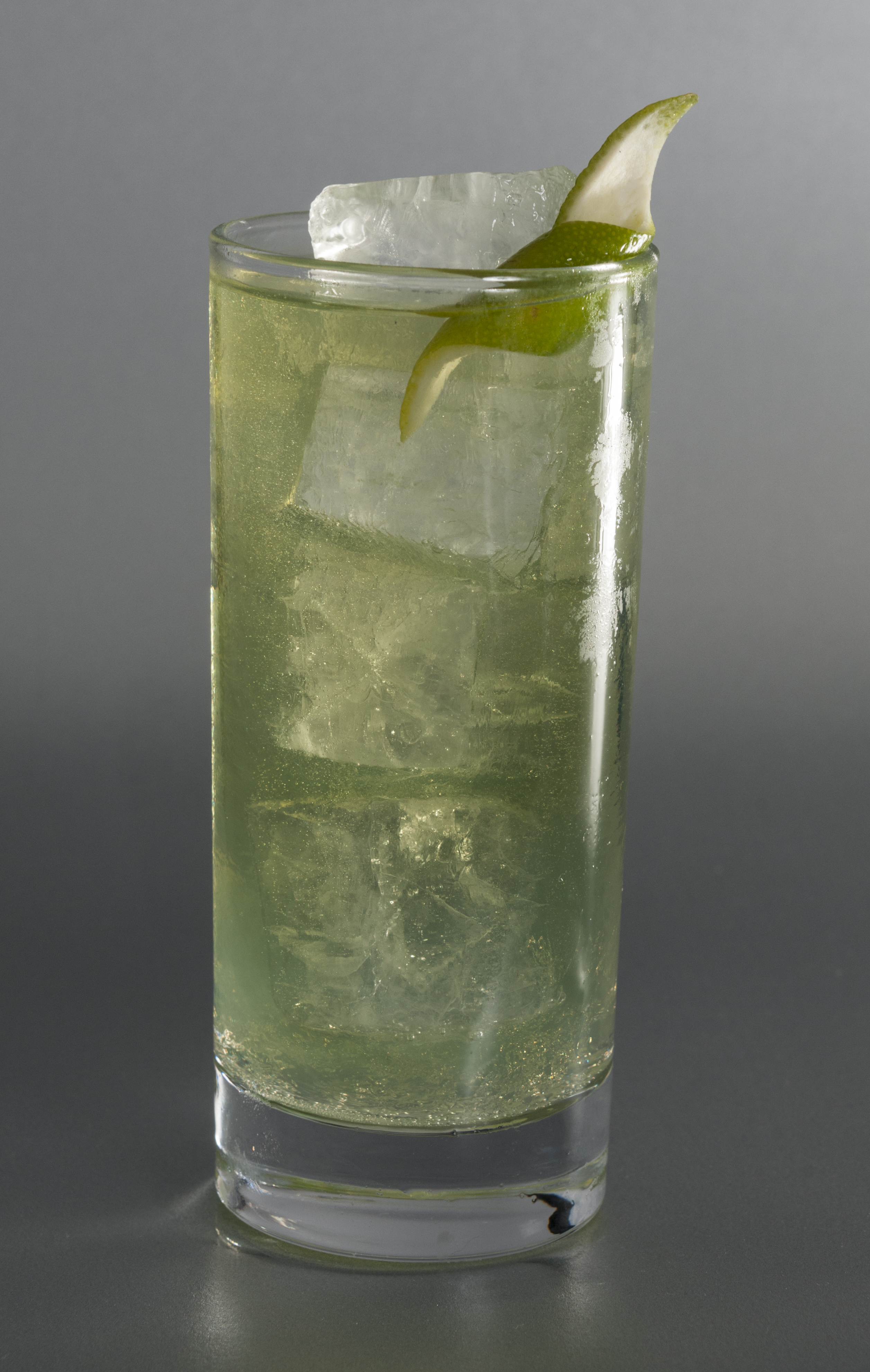
Chartreuse Tonic
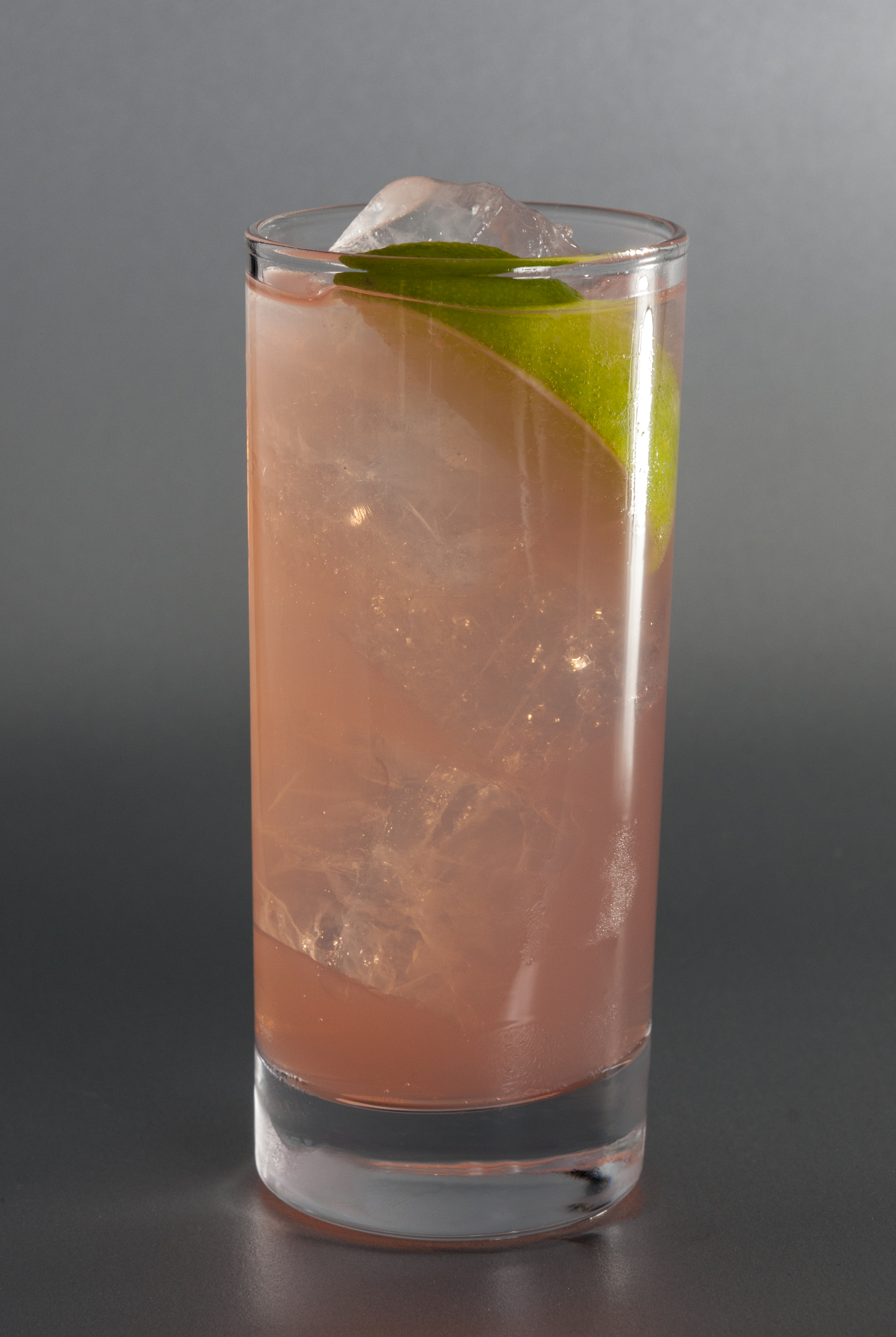
Paloma
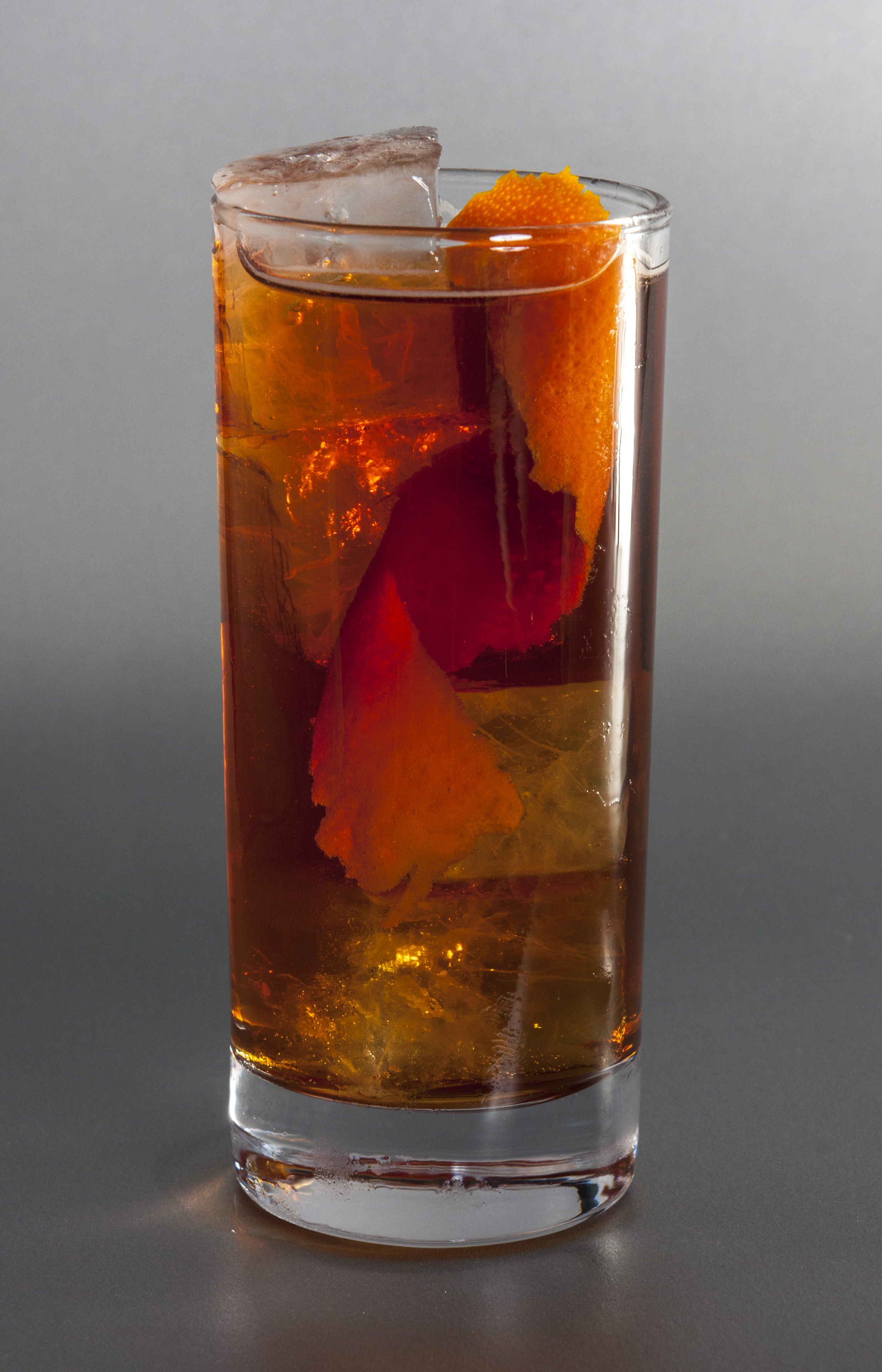
Boulevardier Highball
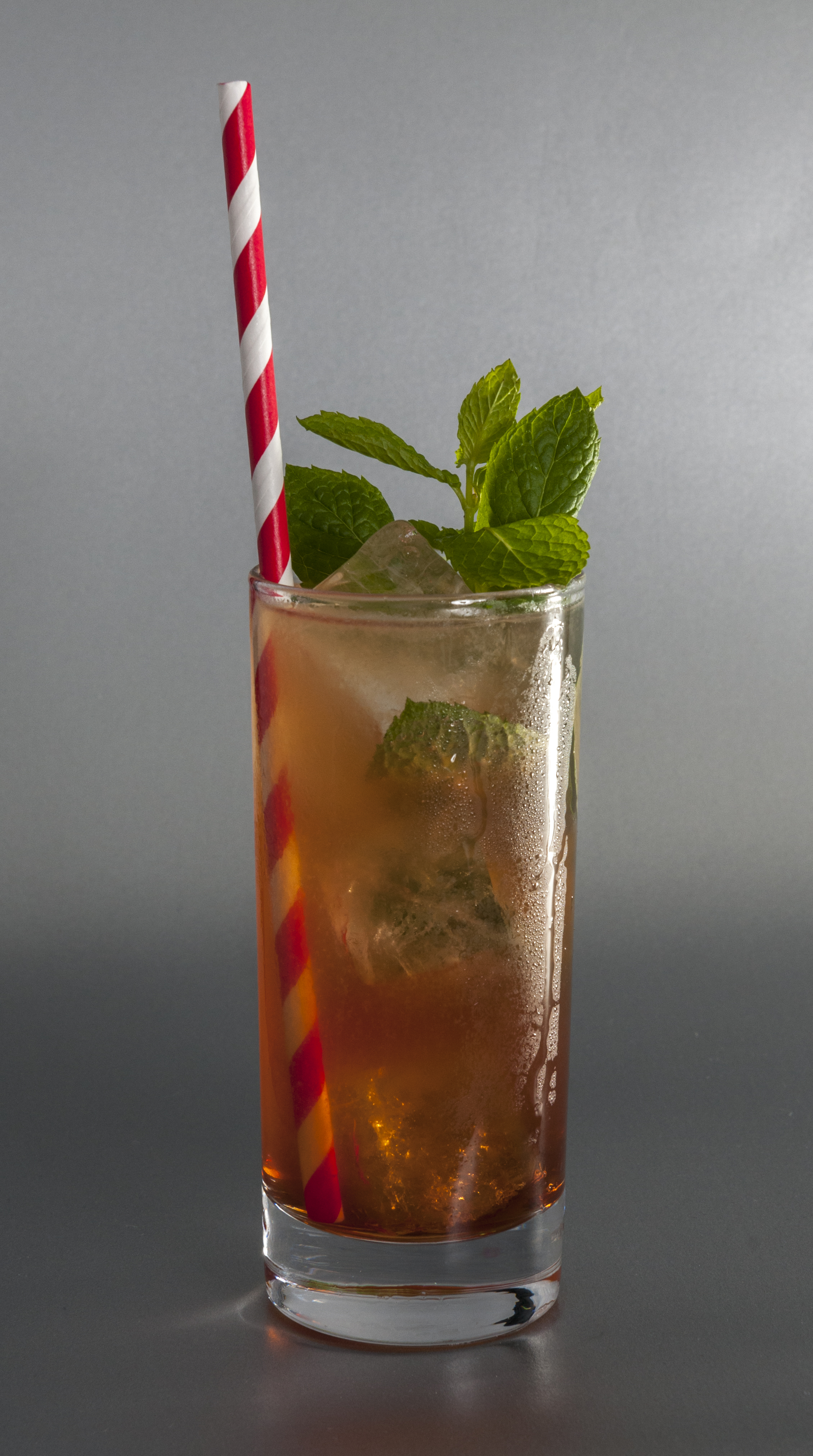
Sloppy Joe’s Mojito (Mojito-Variante mit Granatapfelsirup)

## Highballs in Japan
Highballs sind in Japan sehr beliebt und werden auch fertig gemischt in Getränkedosen verkauft. Sie enthalten meist japanischen Whisky („Suntory Highball“ als eine der bekanntesten Sorten) oder alternativ den japanischen Reisschnaps Shōchū. Shōchū-Highballs werden als Chuhai (von „-chū“ und „High-“) bezeichnet.
Der „Highball“ erreichte seinen Status in Japan aus der Not (und Alkoholrationierung) der direkten Nachkriegszeit heraus. Die Brauereien produzierten aufgrund der Rohstoffzuteilungen nur geringe Mengen Bier und der Highball war eine preiswerte Alternative zu Sake.
In den 2010er Jahren erlebte der Highball in Japan ein Revival. Sie finden sich auf den Speisekarten der meisten Restaurants als Begleitgetränk.